# 南方駅 (大阪府)

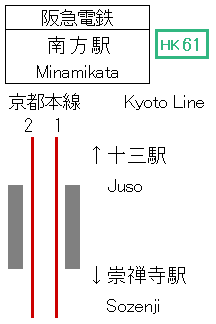
配線図

南方駅（みなみかたえき）は、大阪府大阪市淀川区西中島三丁目にある、阪急電鉄京都本線の駅。駅番号はHK-61。

## 概要
すぐそばにOsaka Metro御堂筋線の西中島南方駅があり、両線の接続駅となっている。梅田駅よりも乗り継ぎは便利であることから、京都・千里方面からのみならず神戸・宝塚方面から西隣の十三駅を経て乗り継ぐ利用者も多い。
なお、地下鉄の駅名は「にしなかじま みなみがた」、阪急は「みなみかた」と、濁音・清音の違いがある。
比較的狭い駅だが、新大阪駅近辺の開発が進み、オフィス街が構成された1970年代以降、駅の重要度は年々高まっている。2007年（平成19年）のダイヤ改正で準急が停車することとなったが、これは、一日を通して運転される基幹的な優等列車としては初めての停車である。

## 歴史
- 1921年（大正10年）4月1日：北大阪電気鉄道の十三駅 - 淡路駅 - 豊津駅間開通と同時に開業[3]。
- 1923年（大正12年）4月1日：路線譲渡により新京阪鉄道の駅となる[3]。
- 1930年（昭和5年）9月15日：会社合併により京阪電気鉄道十三線の駅となる[3]。
- 1943年（昭和18年）10月1日：阪神急行電鉄との会社合併により京阪神急行電鉄（1973年に阪急電鉄に社名変更）の駅となる[3]。
- 1959年（昭和34年）2月18日：十三線が京都本線に編入され、当駅もその所属となる[3]。
- 1982年（昭和57年）11月27日：ダイヤ改正により、平日朝ラッシュ時に準急の運転を開始（下りのみ）、準急停車駅となる（当時の準急の停車駅は、2007年以降の準急の停車駅とは異なる）。
- 2001年（平成13年）3月24日：ダイヤ改正により準急が廃止され、普通のみの停車駅となる。
- 2007年（平成19年）3月17日：ダイヤ改正により再度準急停車駅となる。これに合わせて上り線ホームにLED式発車案内表示器を新設。
- 2010年（平成22年）3月14日：ダイヤ改正で新設された快速の停車駅となる。
- 2013年（平成25年）12月21日：駅ナンバリングが導入され、使用を開始[4][5]。

## 駅構造
相対式ホーム2面2線のホームを有する地上駅。分岐器や絶対信号機を持たないため、停留所に分類される。改札口は上下線別で、各ホームに対して西端と中央付近の2か所に設けられている。改札内で両ホームを連絡する通路はない。
開業当初から長らくトイレは1号線ホームにしかなかったため、2号線ホームの乗客がトイレを利用する際は駅員の許可を得て、一旦改札を出て1号線ホームへ行く必要があり不便であったが、2009年（平成21年）10月以降2号線ホームにもトイレが設置された。
両ホームとも、中央付近の改札は平日のラッシュ時間帯に使用される臨時改札（出口専用）であったが、バリアフリー対応のため、2008年（平成20年）にエレベーターが設置された常設の改札口に改良された。
新御堂筋の側道との交差場所にある踏切は、いわゆる開かずの踏切である。

### のりば
| 号線 | 路線      | 方向 | 行先                                               |
| ---- | --------- | ---- | -------------------------------------------------- |
| 1    | ■京都本線 | 上り | 淡路・茨木市・高槻市・京都河原町・北千里・嵐山方面 |
| 2    | ■京都本線 | 下り | 十三・大阪梅田方面                                 |

※長らくのりば番号が設定されていなかったが、2007年（平成19年）3月17日のダイヤ改正に伴い割り当てられた。

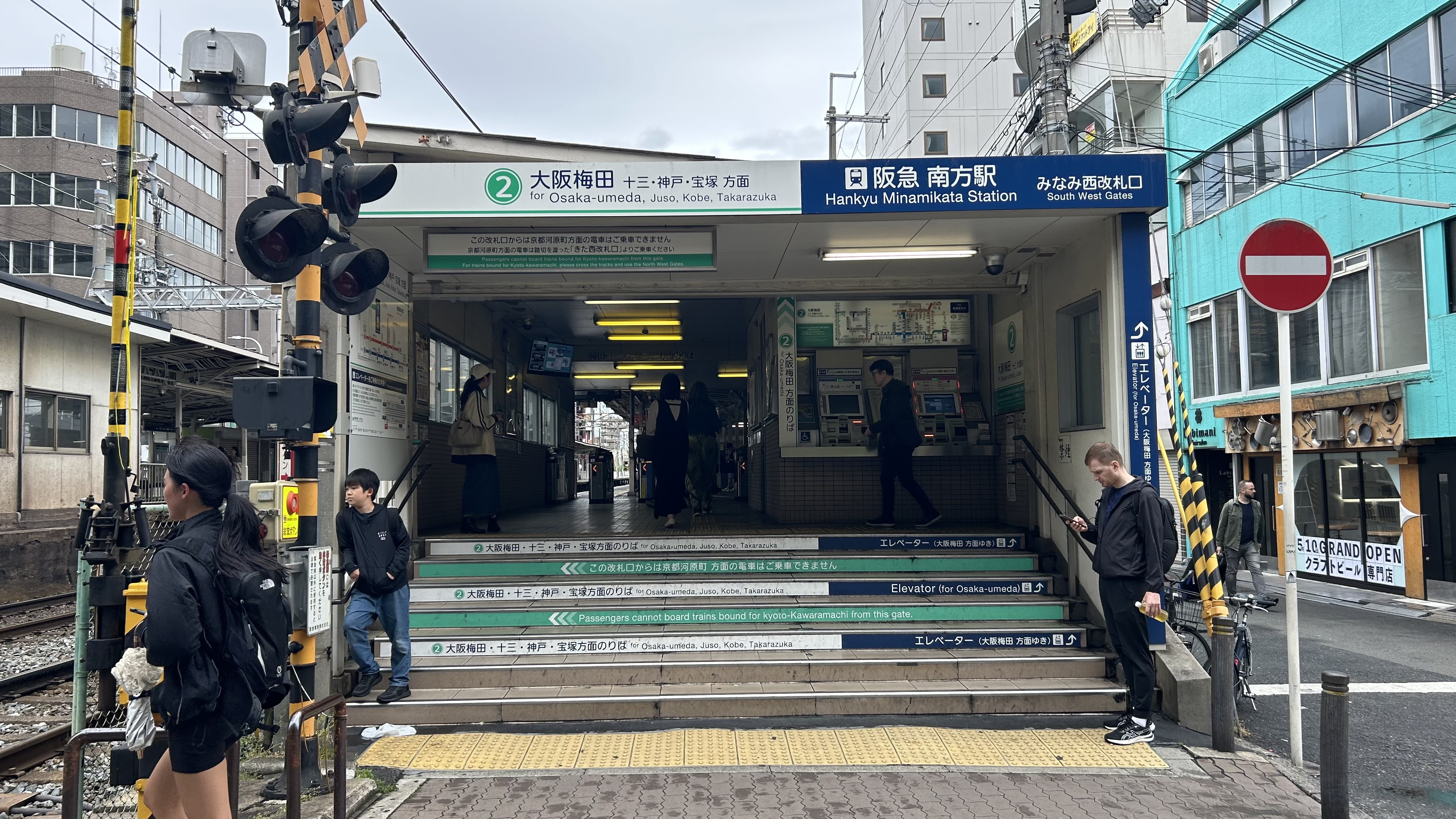
みなみ西口
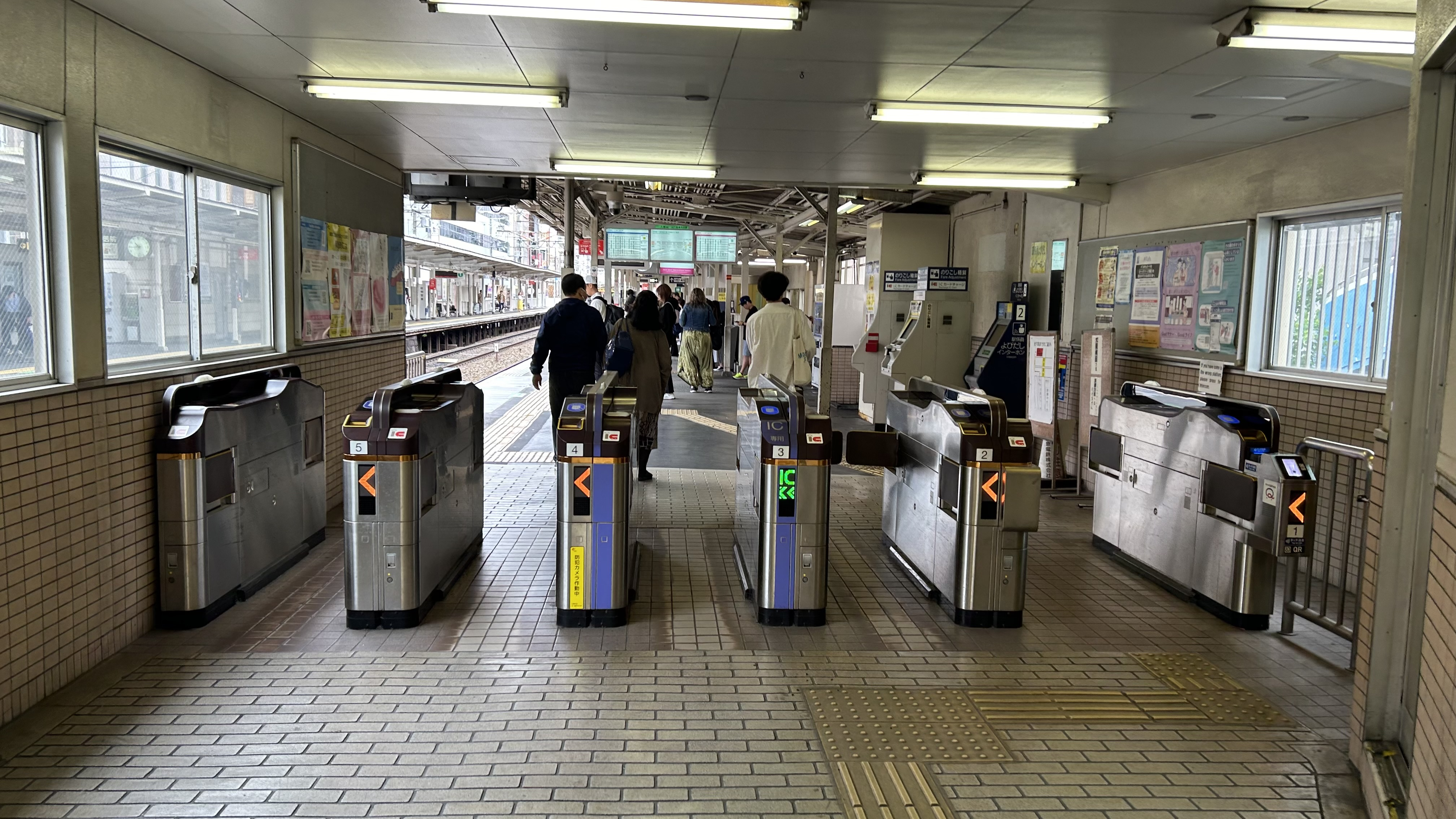
みなみ西改札口
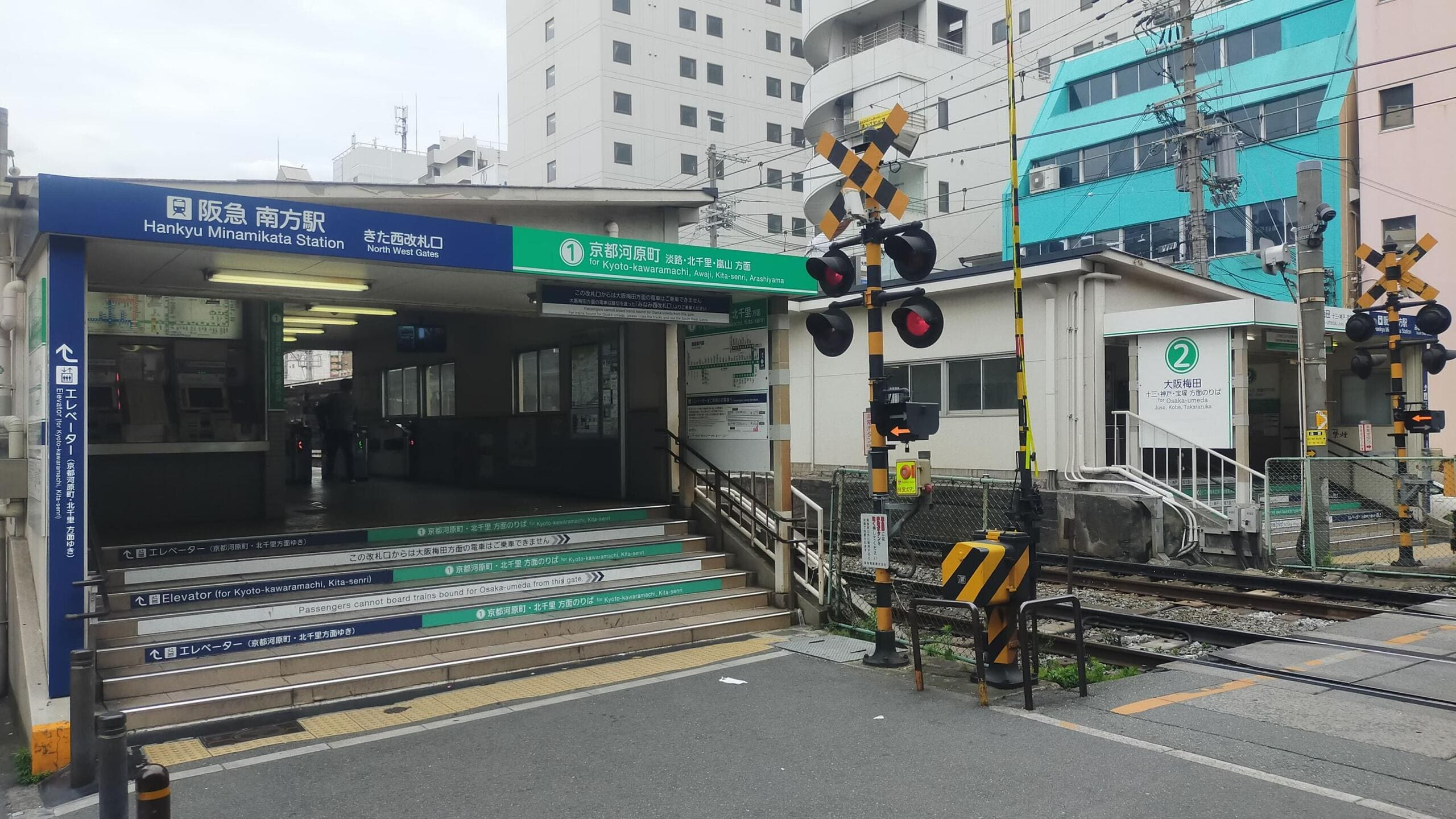
きた西口
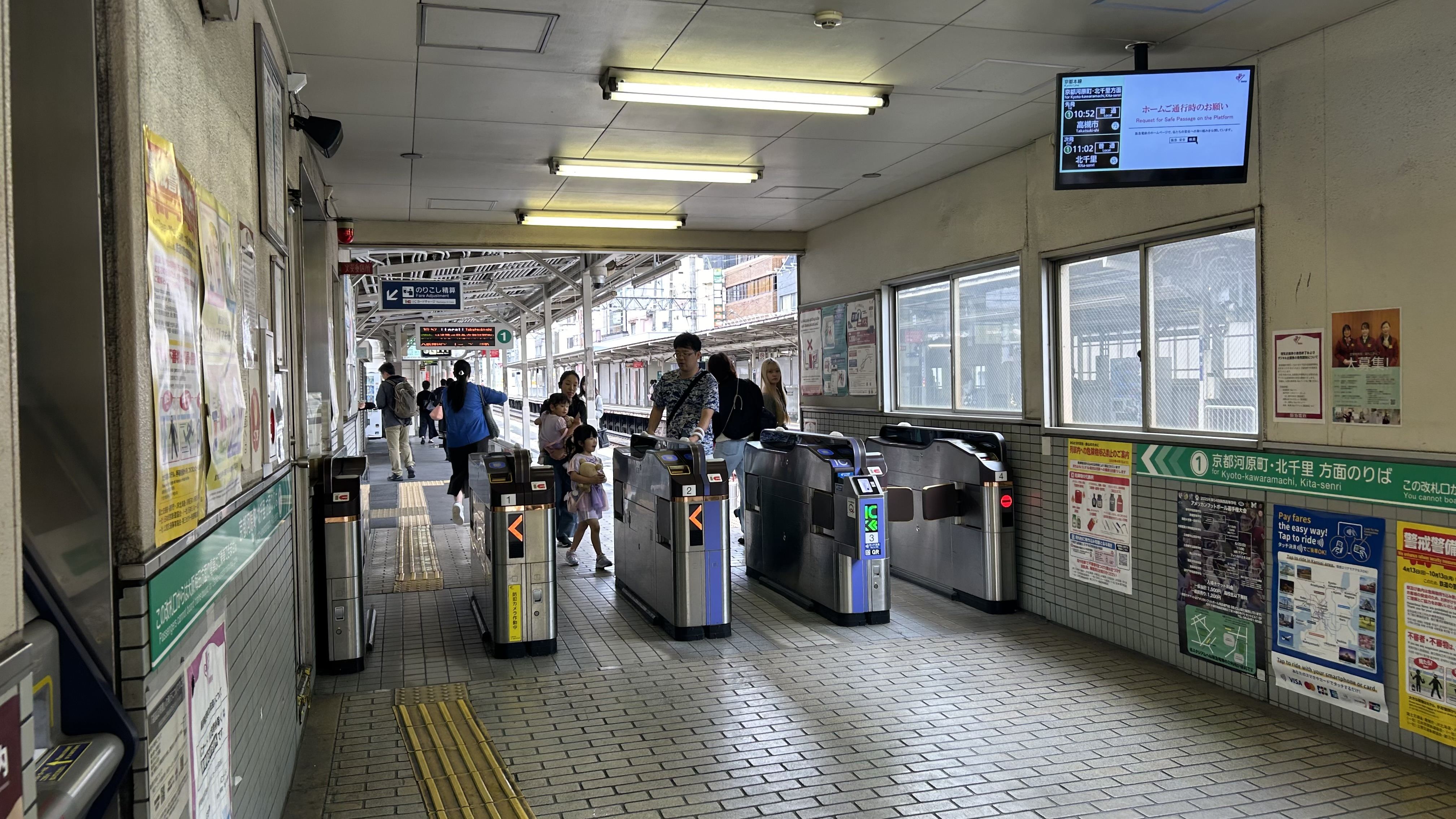
きた西改札口
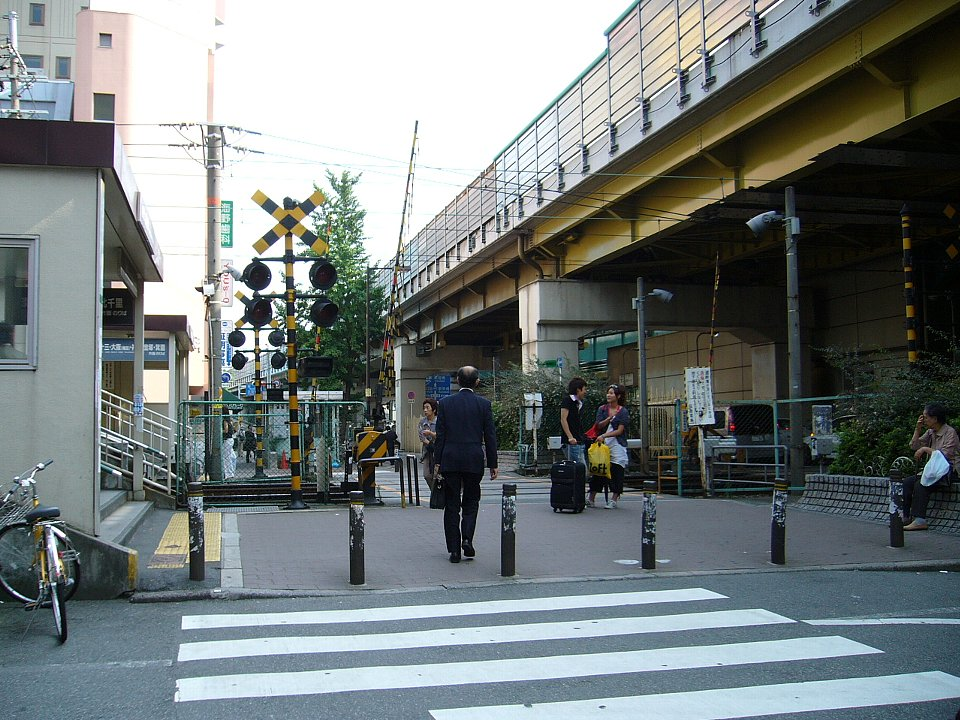
駅舎（左）と新御堂筋側道の踏切
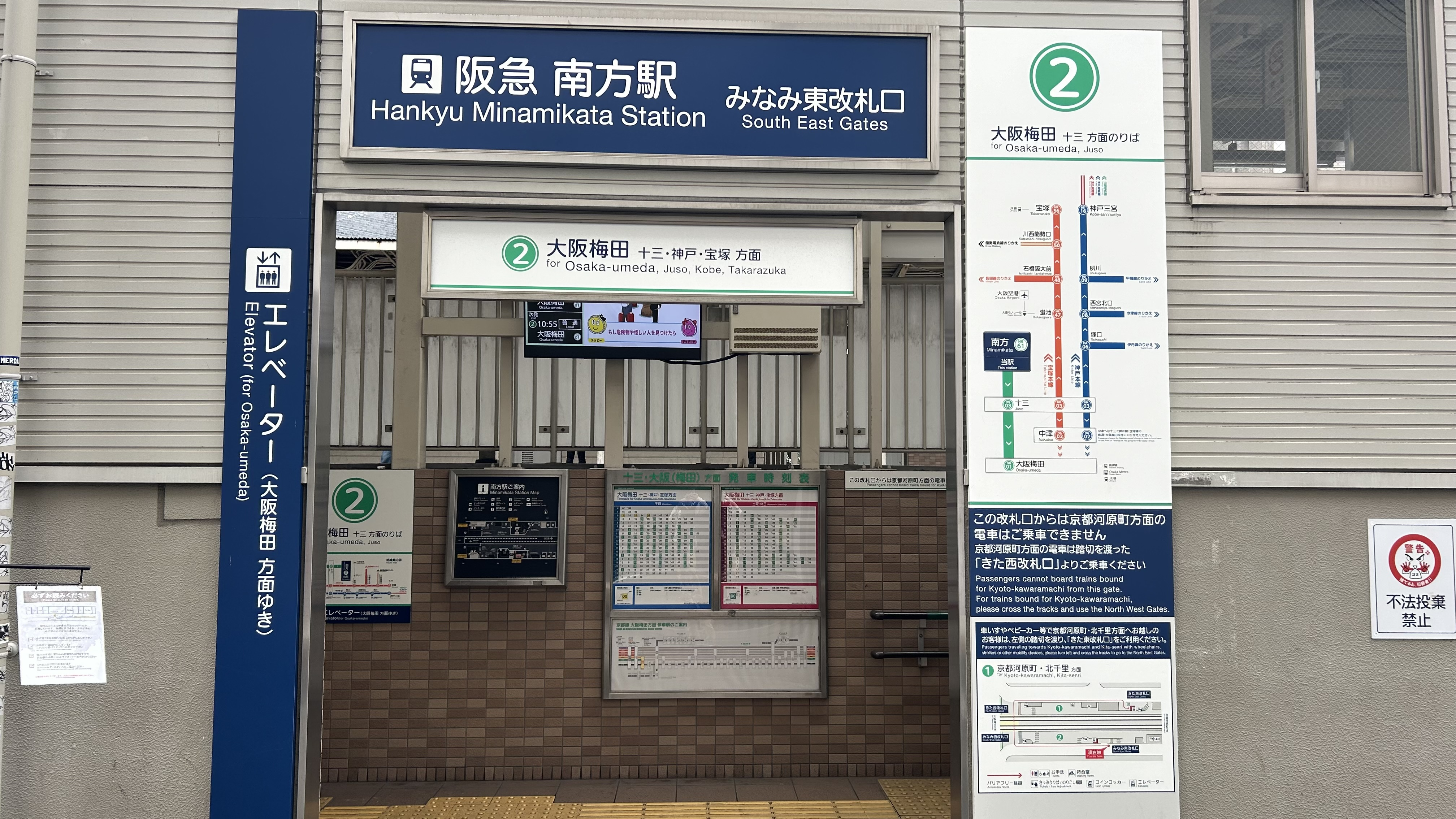
みなみ東口
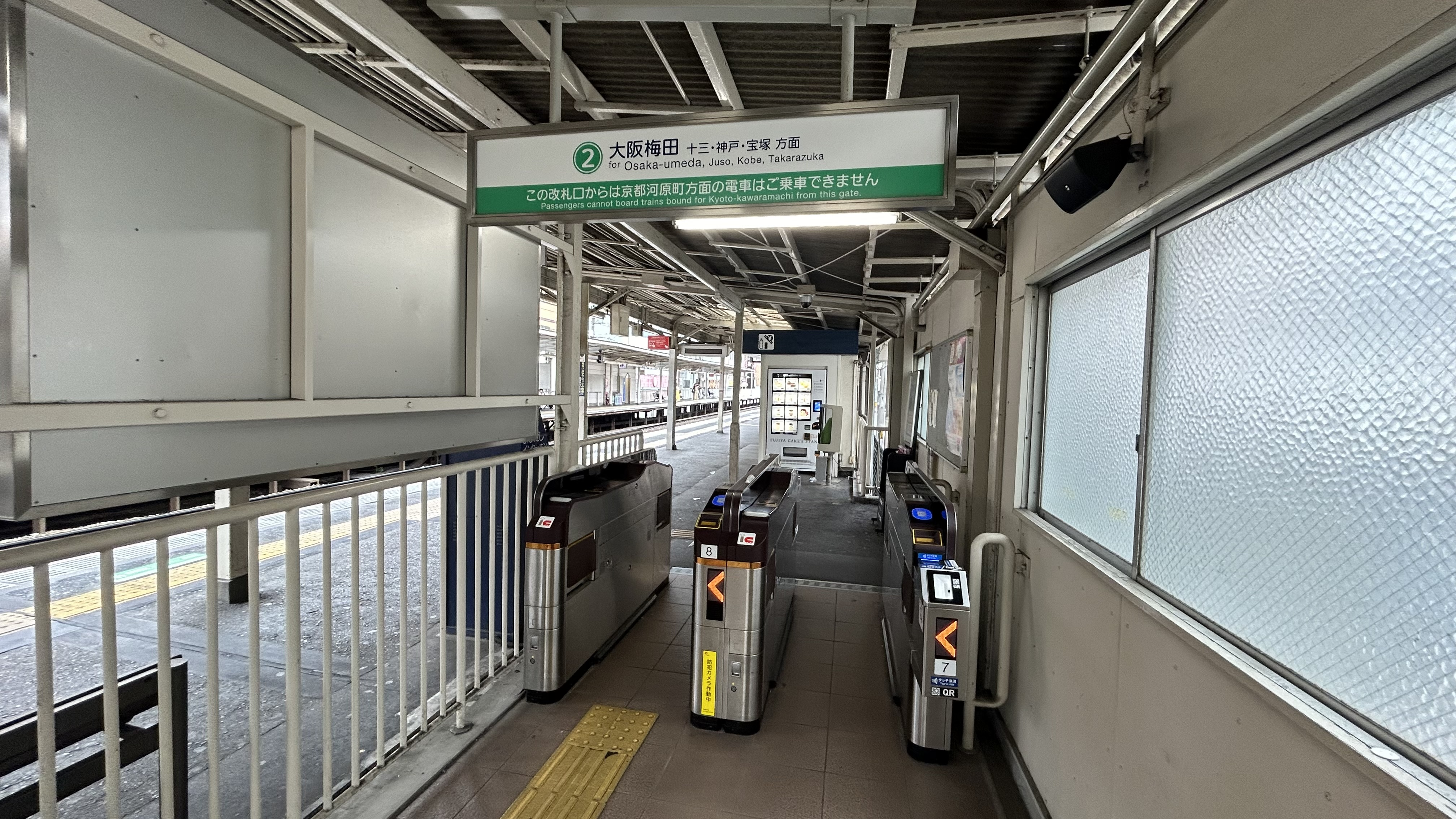
みなみ東改札口
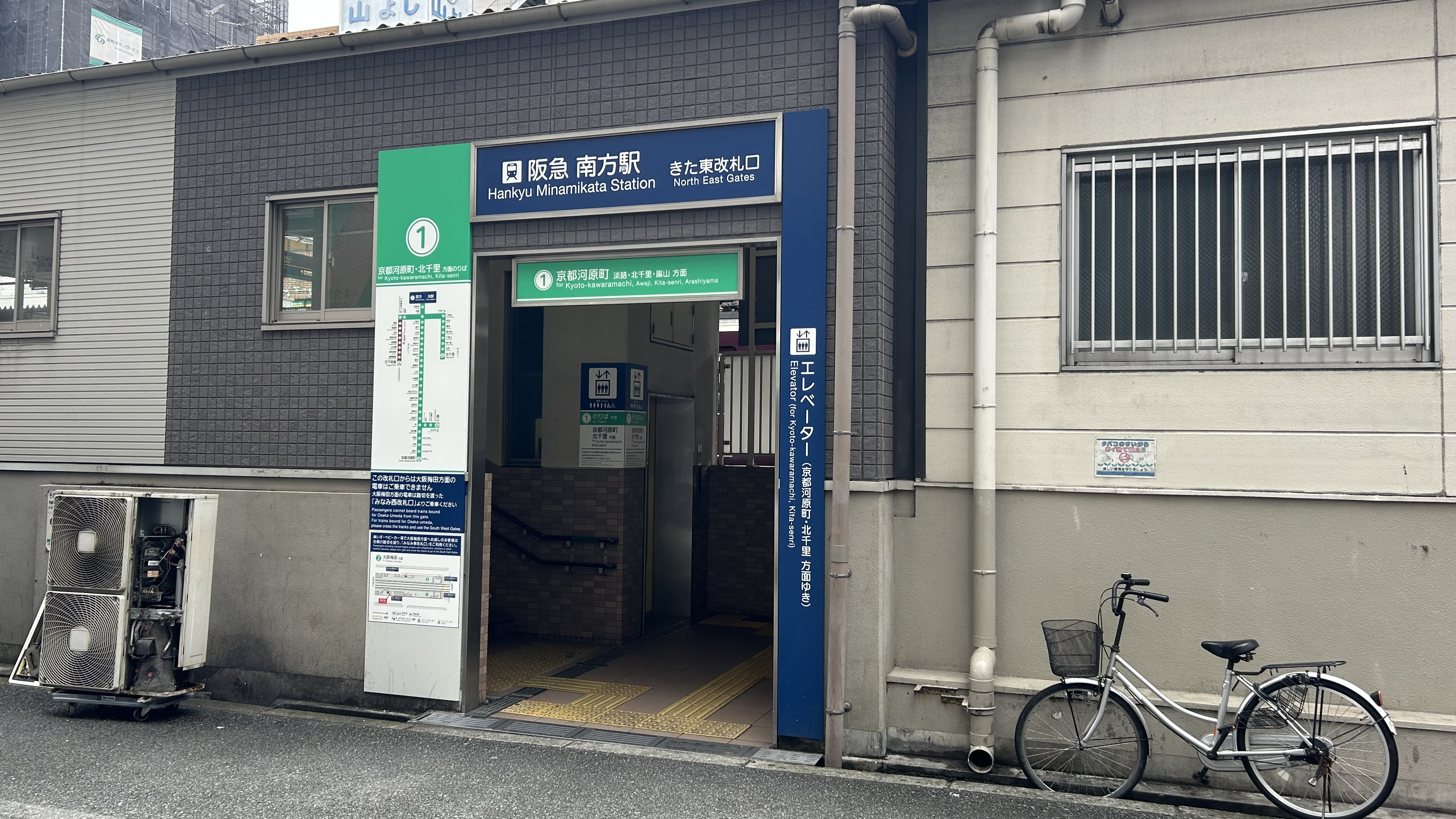
きた東口
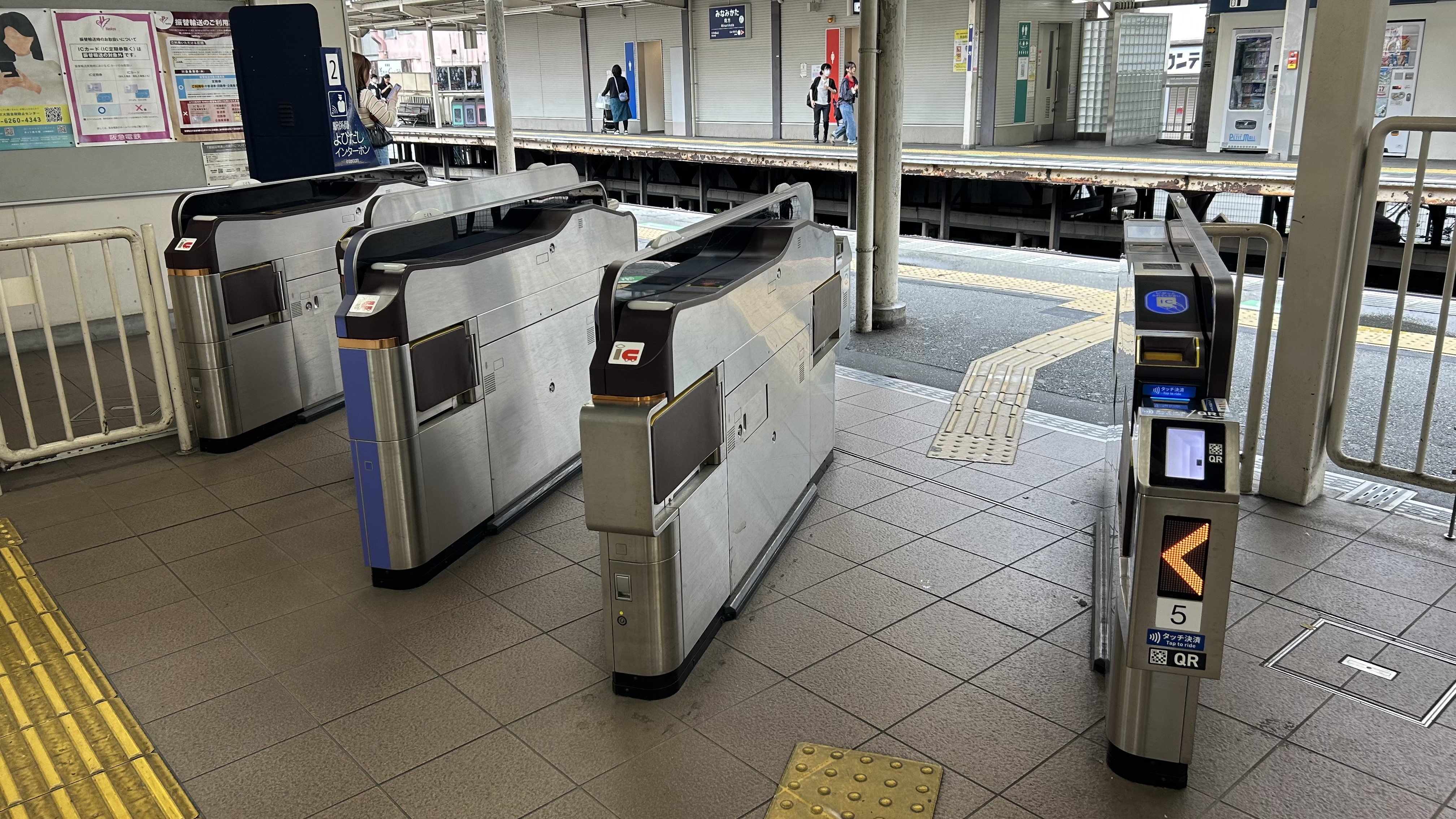
きた東改札口
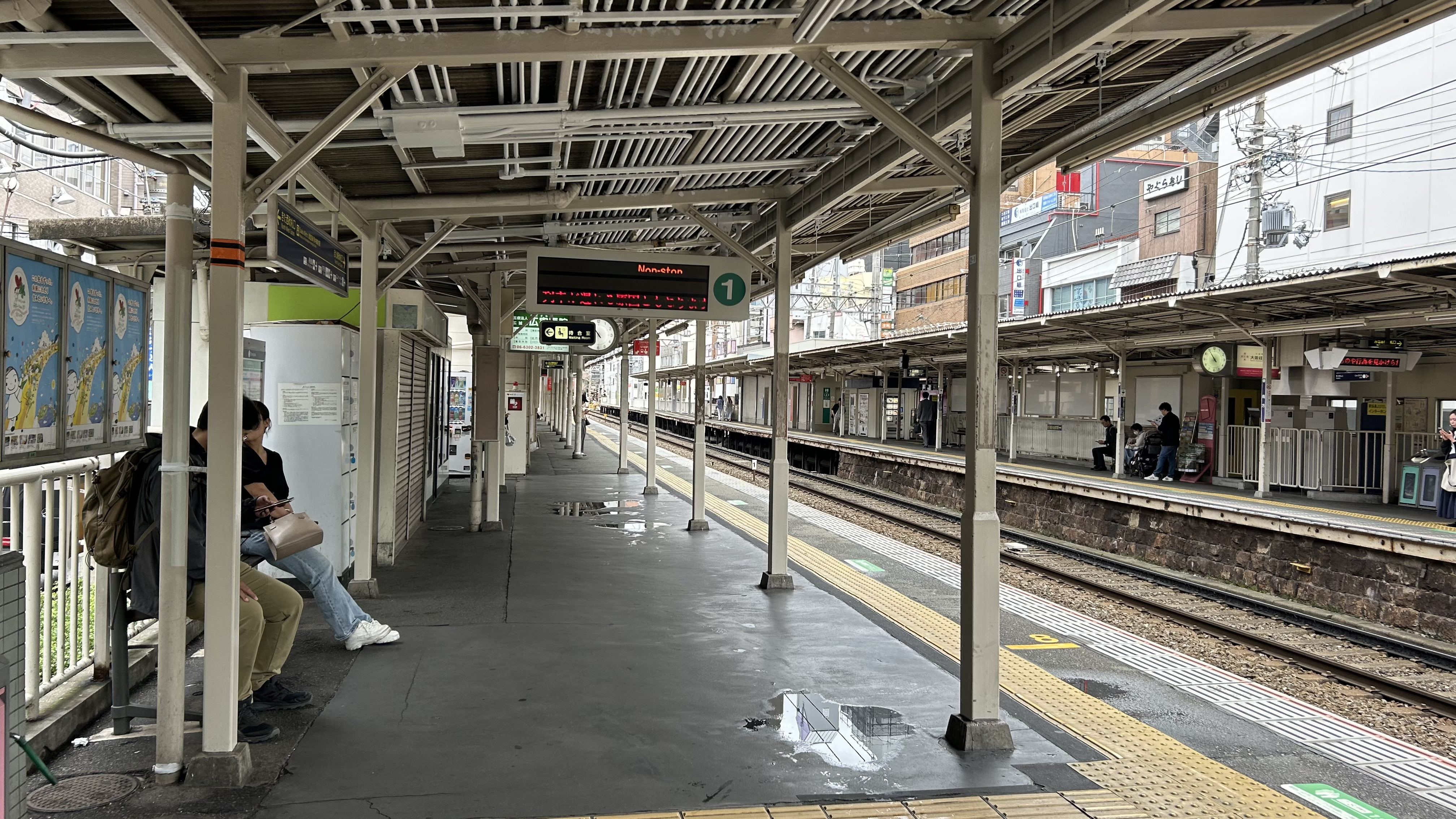
1号線ホーム
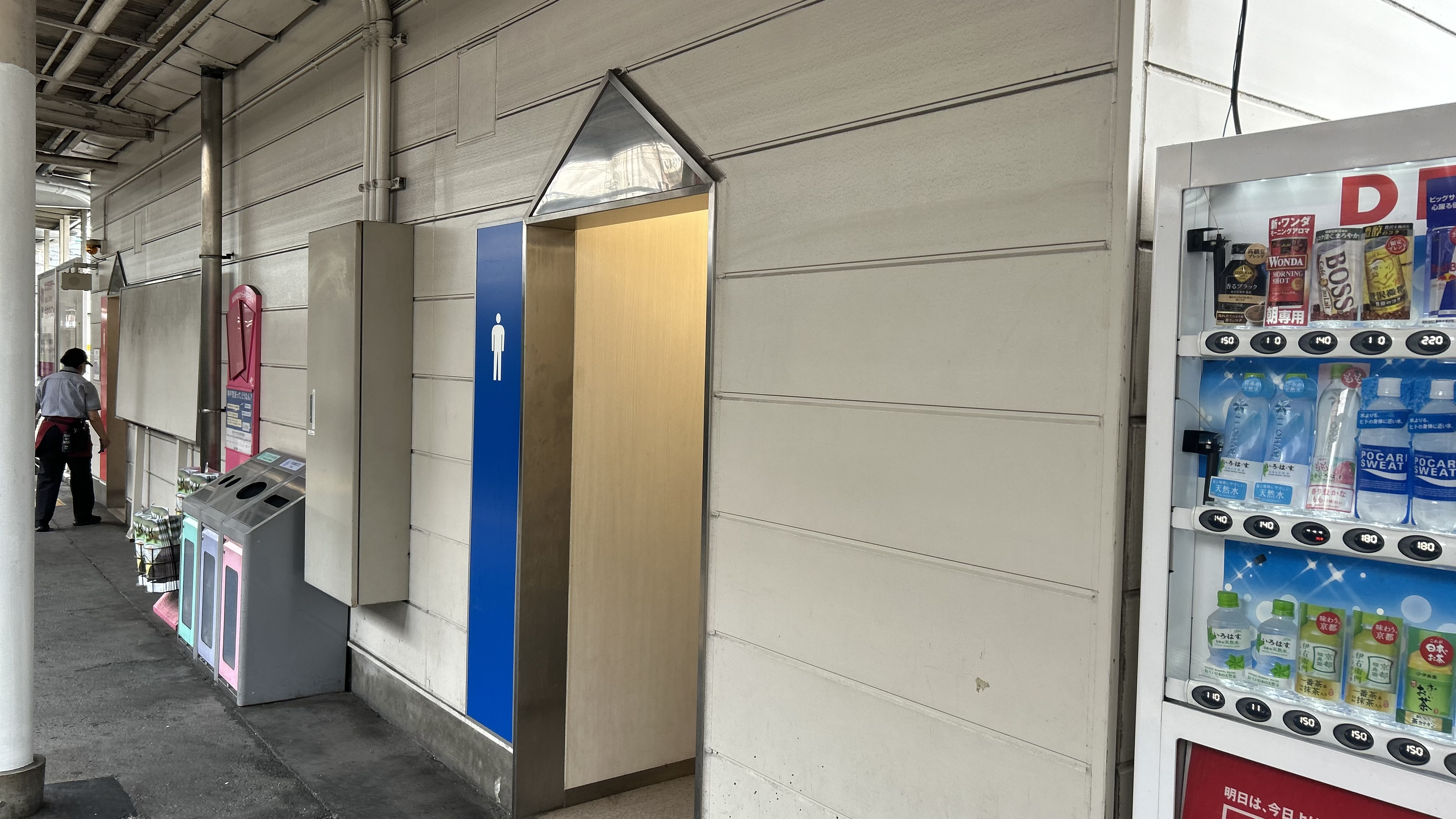
1号線ホームトイレ
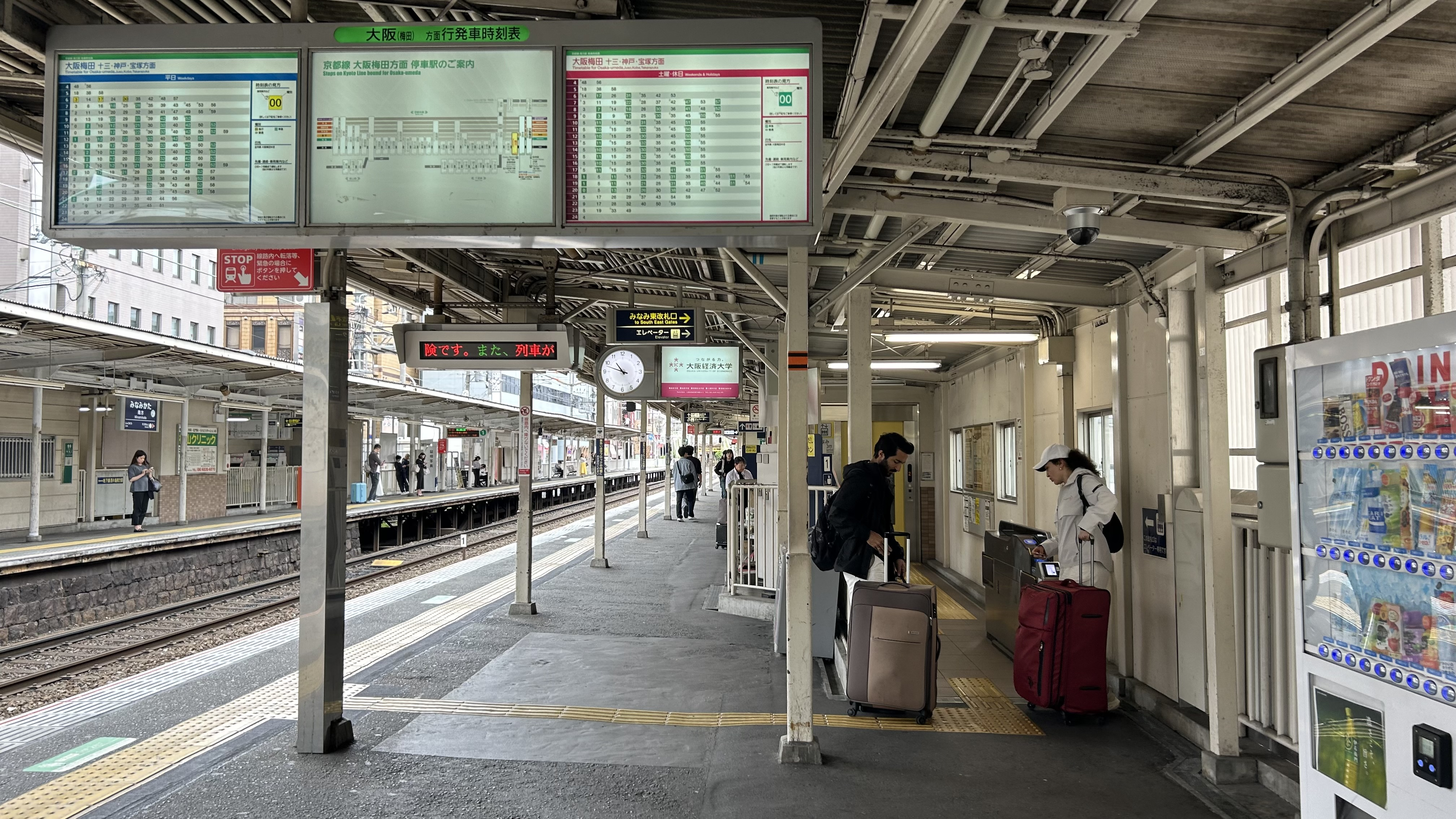
2号線ホーム
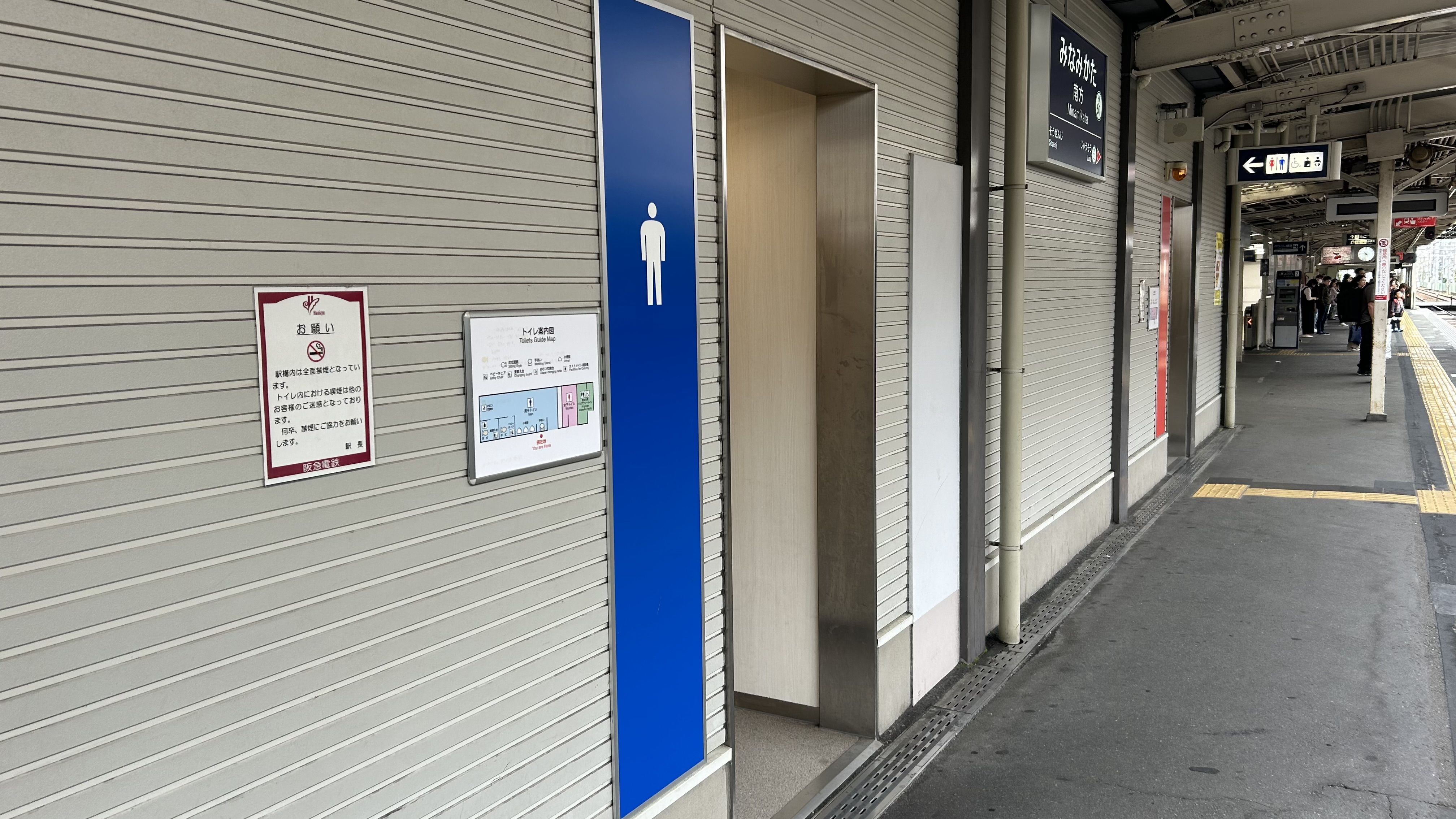
2号線ホームトイレ
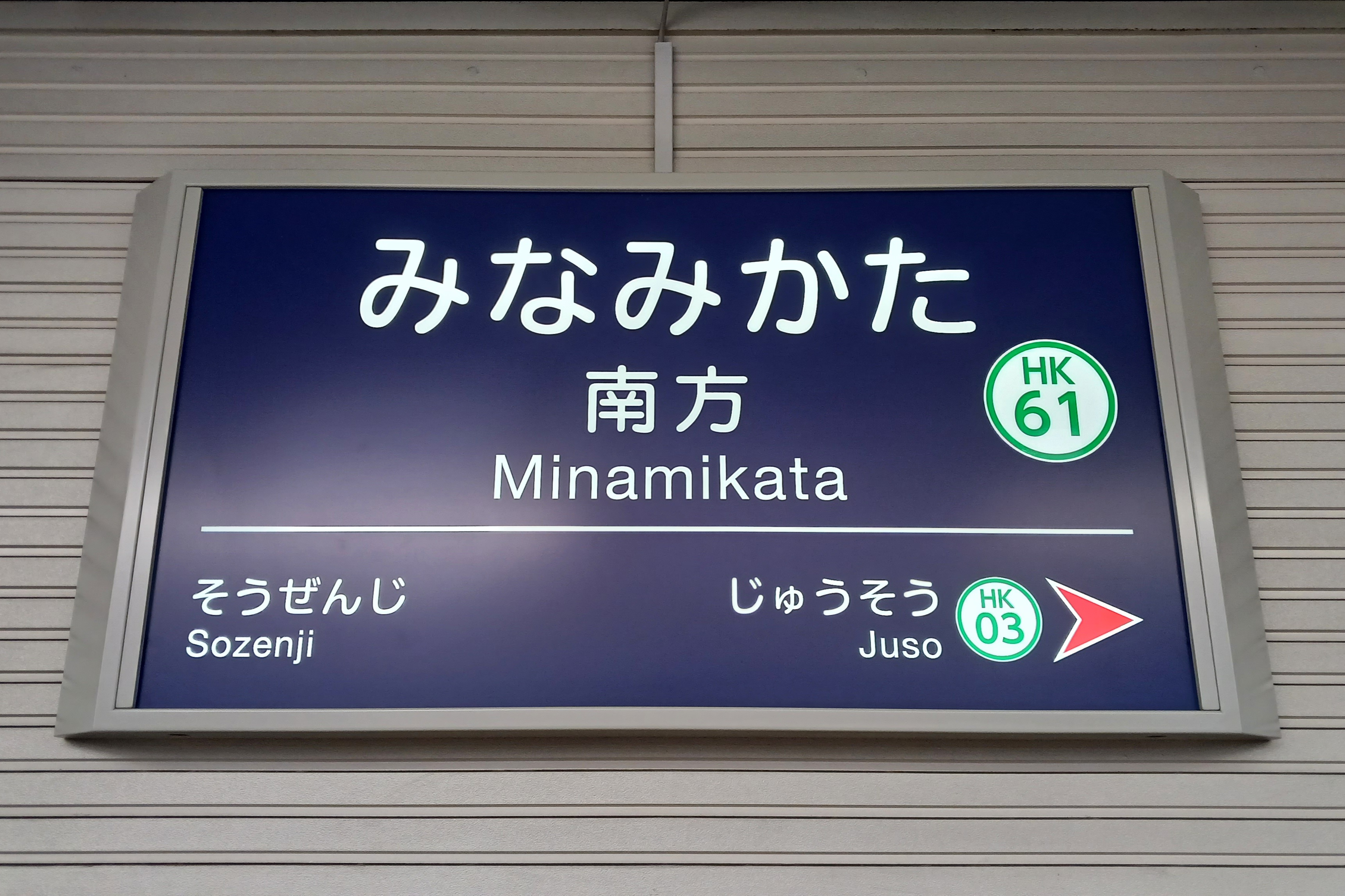
駅名標（2024年4月頃に新しい筐体に更新されている）

## 利用状況
2024年（令和6年）次の通年平均乗降人員は34,032人である。阪急電鉄全駅（86駅）中では西院駅に次いで第22位で、京都本線の特急通過駅では上新庄駅・南茨木駅・西院駅に次いで多い。
年次別平均乗降人員が平日のみの数値で公表されていた時期は概ね10位台を維持していたが、通年平均の値となって以降21位に下がり、更にJRおおさか東線開業による淡路駅の利用者増加以降は22位となっている。

### 年次別利用状況
各年次の乗降人員の推移は下表の通り。
| 年度               | 乗降人員 | 増減率 | 順位 | 出典       | 備考     |
| ------------------ | -------- | ------ | ---- | ---------- | -------- |
| 2016年（平成28年） | 36,363   |        | 21位 | [ 阪急 1 ] | [ 注 1 ] |
| 2017年（平成29年） | 37,234   | 2.4%   | 21位 | [ 阪急 2 ] |          |
| 2018年（平成30年） | 37,323   | 0.2%   | 21位 | [ 阪急 3 ] |          |
| 2019年（令和元年） | 36,578   | -2.0%  | 22位 | [ 阪急 4 ] |          |
| 2020年（令和02年） | 27,982   | -23.5% | 22位 | [ 阪急 5 ] |          |
| 2021年（令和03年） | 27,623   | -1.3%  | 22位 | [ 阪急 6 ] |          |
| 2022年（令和04年） | 30,280   | 9.6%   | 22位 | [ 阪急 7 ] |          |
| 2023年（令和05年） | 33,040   | 9.1%   | 22位 | [ 阪急 8 ] |          |
| 2024年（令和06年） | 34,032   | 3.0%   | 22位 | [ 統計 1 ] |          |

#### 平日限定データ
2007年から2015年までのデータは平日限定となっていた。全ての年度で乗車人員・降車人員ともに判明している。
| 年次               | 乗車人員 | 降車人員 | 乗降人員 | 増減率 | 順位 | 出典        |
| ------------------ | -------- | -------- | -------- | ------ | ---- | ----------- |
| 2007年（平成19年） | 18,549   | 21,178   | 39,727   |        | 20位 | [ 阪急 9 ]  |
| 2008年（平成20年） | 19,400   | 22,264   | 41,664   | 4.9%   | 18位 | [ 阪急 10 ] |
| 2009年（平成21年） | 19,222   | 20,743   | 39,965   | -4.1%  | 19位 | [ 阪急 11 ] |
| 2010年（平成22年） | 19,590   | 21,466   | 41,056   | 2.7%   | 18位 | [ 阪急 12 ] |
| 2011年（平成23年） | 19,905   | 21,667   | 41,572   | 1.3%   | 18位 | [ 阪急 13 ] |
| 2012年（平成24年） | 20,133   | 21,880   | 42,013   | 1.1%   | 18位 | [ 阪急 14 ] |
| 2013年（平成25年） | 20,291   | 21,976   | 42,267   | 0.6%   | 18位 | [ 阪急 15 ] |
| 2014年（平成26年） | 20,431   | 22,002   | 42,433   | 0.4%   | 18位 | [ 阪急 16 ] |
| 2015年（平成27年） | 20,565   | 22,075   | 42,640   | 0.5%   | 19位 | [ 阪急 17 ] |

### 年度別利用状況
各年度の1日あたりの利用状況は下表の通り。特定日の利用者数は大阪府統計年鑑、1日平均乗車人員は大阪市統計書による。
| 年度               | 特定日   | 特定日   | 特定日   | 1日平均 乗車人員 | 出典          | 出典         |
| 年度               | 乗車人員 | 降車人員 | 乗降人員 | 1日平均 乗車人員 | 大阪府        | 大阪市       |
| ------------------ | -------- | -------- | -------- | ---------------- | ------------- | ------------ |
| 1966年（昭和41年） | 12,732   | -        | -        | -                | [ 大阪府 1 ]  | -            |
| 1967年（昭和42年） | 8,951    | -        | -        | -                | [ 大阪府 2 ]  | -            |
| 1968年（昭和43年） | 9,049    | -        | -        | -                | [ 大阪府 3 ]  | -            |
| 1969年（昭和44年） | 9,025    | -        | -        | -                | [ 大阪府 4 ]  | -            |
| 1970年（昭和45年） | 7,856    | -        | -        | -                | [ 大阪府 5 ]  | -            |
| 1971年（昭和46年） | 7,766    | -        | -        | -                | [ 大阪府 6 ]  | -            |
| 1972年（昭和47年） | 8,104    | -        | -        | -                | [ 大阪府 7 ]  | -            |
| 1973年（昭和48年） | 9,221    | -        | -        | -                | [ 大阪府 8 ]  | -            |
| 1974年（昭和49年） | 10,282   | -        | -        | -                | [ 大阪府 9 ]  | -            |
| 1975年（昭和50年） | 11,214   | -        | -        | -                | [ 大阪府 10 ] | -            |
| 1976年（昭和51年） | 12,141   | -        | -        | -                | [ 大阪府 11 ] | -            |
| 1977年（昭和52年） | 12,062   | -        | -        | -                | [ 大阪府 12 ] | -            |
| 1978年（昭和53年） | 12,434   | -        | -        | -                | [ 大阪府 13 ] | -            |
| 1979年（昭和54年） | 13,954   | -        | -        | -                | [ 大阪府 14 ] | -            |
| 1980年（昭和55年） | 14,591   | -        | -        | -                | [ 大阪府 15 ] | -            |
| 1981年（昭和56年） | 15,948   | -        | -        | -                | [ 大阪府 16 ] | -            |
| 1982年（昭和57年） | 16,614   | 19,344   | 35,958   | -                | [ 大阪府 17 ] | -            |
| 1983年（昭和58年） | 17,152   | 20,361   | 37,513   | -                | [ 大阪府 18 ] | -            |
| 1984年（昭和59年） | 17,800   | 20,347   | 38,147   | -                | [ 大阪府 19 ] | -            |
| 1985年（昭和60年） | 17,681   | 20,518   | 38,199   | -                | [ 大阪府 20 ] | -            |
| 1986年（昭和61年） | 19,087   | 22,143   | 41,230   | -                | [ 大阪府 21 ] | -            |
| 1987年（昭和62年） | 20,856   | 23,710   | 44,566   | -                | [ 大阪府 22 ] | -            |
| 1988年（昭和63年） | 21,147   | 24,713   | 45,860   | -                | [ 大阪府 23 ] | -            |
| 1989年（平成元年） | -        | -        | -        | -                | [ 大阪府 24 ] | -            |
| 1990年（平成02年） | 22,283   | 24,859   | 47,142   | -                | [ 大阪府 25 ] | -            |
| 1991年（平成03年） | -        | -        | -        | -                | [ 大阪府 26 ] | -            |
| 1992年（平成04年） | 22,410   | 24,046   | 46,456   | -                | [ 大阪府 27 ] | -            |
| 1993年（平成05年） | -        | -        | -        | -                | [ 大阪府 28 ] | -            |
| 1994年（平成06年） | -        | -        | -        | -                | [ 大阪府 29 ] | -            |
| 1995年（平成07年） | 21,260   | 24,356   | 45,616   | -                | [ 大阪府 30 ] | -            |
| 1996年（平成08年） | 21,680   | 25,470   | 47,150   | -                | [ 大阪府 31 ] | -            |
| 1997年（平成09年） | 21,867   | 25,166   | 47,033   | -                | [ 大阪府 32 ] | -            |
| 1998年（平成10年） | 21,153   | 24,541   | 45,694   | -                | [ 大阪府 33 ] | -            |
| 1999年（平成11年） | -        | -        | -        | -                | [ 大阪府 34 ] | -            |
| 2000年（平成12年） | 20,474   | 22,270   | 42,744   | -                | [ 大阪府 35 ] | -            |
| 2001年（平成13年） | 20,088   | 22,530   | 42,618   | 21,817           | [ 大阪府 36 ] | [ 大阪市 1 ] |
| 2002年（平成14年） | 19,473   | 21,648   | 41,121   | 21,331           | [ 大阪府 37 ] | [ 大阪市 1 ] |
| 2003年（平成15年） | 18,779   | 21,120   | 39,899   | 21,097           | [ 大阪府 38 ] | [ 大阪市 1 ] |
| 2004年（平成16年） | 17,875   | 19,919   | 37,794   | 20,701           | [ 大阪府 39 ] | [ 大阪市 1 ] |
| 2005年（平成17年） | 17,813   | 19,986   | 37,799   | 19,734           | [ 大阪府 40 ] | [ 大阪市 1 ] |
| 2006年（平成18年） | 17,792   | 20,326   | 38,118   | 19,131           | [ 大阪府 41 ] | [ 大阪市 1 ] |
| 2007年（平成19年） | 19,059   | 21,461   | 40,520   | 18,923           | [ 大阪府 42 ] | [ 大阪市 1 ] |
| 2008年（平成20年） | 19,161   | 21,934   | 41,095   | 19,824           | [ 大阪府 43 ] | [ 大阪市 1 ] |
| 2009年（平成21年） | 18,774   | 20,834   | 39,608   | 20,460           | [ 大阪府 44 ] | [ 大阪市 1 ] |
| 2010年（平成22年） | 19,187   | 21,051   | 40,238   | 20,381           | [ 大阪府 45 ] | [ 大阪市 1 ] |
| 2011年（平成23年） | 19,633   | 21,410   | 41,043   | 21,013           | [ 大阪府 46 ] | [ 大阪市 1 ] |
| 2012年（平成24年） | 19,710   | 21,332   | 41,042   | 21,525           | [ 大阪府 47 ] | [ 大阪市 1 ] |
| 2013年（平成25年） | 19,869   | 21,899   | 41,768   | 22,068           | [ 大阪府 48 ] | [ 大阪市 1 ] |
| 2014年（平成26年） | 20,270   | 21,559   | 41,829   | 22,235           | [ 大阪府 49 ] | [ 大阪市 1 ] |
| 2015年（平成27年） | 20,237   | 22,005   | 42,242   | 23,095           | [ 大阪府 50 ] | [ 大阪市 1 ] |
| 2016年（平成28年） | 20,647   | 22,206   | 42,853   | 22,570           | [ 大阪府 51 ] | [ 大阪市 1 ] |
| 2017年（平成29年） | 21,131   | 22,964   | 44,095   | 23,234           | [ 大阪府 52 ] | [ 大阪市 1 ] |
| 2018年（平成30年） | 20,920   | 22,721   | 43,641   | 23,737           | [ 大阪府 53 ] | [ 大阪市 1 ] |
| 2019年（令和元年） | 20,574   | 22,312   | 42,886   | 23,255           | [ 大阪府 54 ] | [ 大阪市 2 ] |
| 2020年（令和02年） | 17,582   | 18,906   | 36,488   | 16,812           | [ 大阪府 55 ] | [ 大阪市 3 ] |
| 2021年（令和03年） | 17,621   | 18,854   | 36,475   | 17,944           | [ 大阪府 56 ] | [ 大阪市 4 ] |
| 2022年（令和04年） | 18,043   | 19,323   | 37,366   | 19,901           | [ 大阪府 57 ] | [ 大阪市 5 ] |
| 2023年（令和05年） | 18,882   | 20,421   | 39,303   | 20,919           | [ 大阪府 58 ] | [ 大阪市 6 ] |

#### 10月中の平均乗降人員
「大阪府統計年鑑」では1964年度および1965年度については10月中の平均乗車人員が記載されている。
| 年度               | 乗車人員 | 出典          |
| ------------------ | -------- | ------------- |
| 1964年（昭和39年） | 9,175    | [ 大阪府 59 ] |
| 1965年（昭和40年） | 9,208    | [ 大阪府 60 ] |

## 駅周辺
駅近くに御堂筋線の西中島南方駅がある他、700メートルほど北にJR新大阪駅が立地しており、徒歩連絡も可能である。当駅周辺は新大阪駅から連坦する市街地で、オフィスビル、ホテル、マンションのオフィス街や、居酒屋、風俗店などの歓楽街が雑然と入り混じっている。
駅付近のバス路線についてはこちら参照。
- 日清食品ホールディングス 本店・大阪本社
  - 日清食品 大阪本社
- キーエンス 新大阪ビル
- 類塾本部 類グループ本社
- 公文教育会館
- 大原簿記専門学校
- 大阪医療秘書福祉専門学校
- 東淀川税務署
- 西中島南方駅前郵便局
- 淀川西中島郵便局
- 淀川木川東郵便局
- りそな銀行新大阪駅前支店
- グルメシティ南方店
- ホテルコンソルト
- ホテルオークス新大阪
- 新大阪サニーストンホテル
- ホテルCity Villa R
- 淀川通
- 国道423号（新御堂筋）
- 正福寺
- 淀川河川公園
- 大阪市水道局 水道記念館

## 乗車券払戻しの特例
崇禅寺駅以東の阪急線各駅で発売されているOsaka Metroへの連絡きっぷは天六（天神橋筋六丁目駅）経由で利用すると決められており、梅田駅や南方駅での乗り換えはできないことが各駅に明記されているが、誤乗した利用客に対応するための特例として、天六経由の地下鉄連絡切符を南方駅2号線の自動精算機に投入すると、収受額から阪急線内の運賃を差し引いた残額が払い戻される。この時に発券される出場券には、「払戻額」が明記される。
この場合、当然であるが隣接するOsaka Metro西中島南方駅から目的駅までの乗車料金よりも前述の払戻額のほうが低額であったとしても、その差額は追加負担となる。
なお、この特例は公式に知らされていないものの、かつては精算機付近にその旨が記述されていた。

## 隣の駅
阪急電鉄
■京都本線
■快速特急・■特急・■通勤特急・■準特急
通過
■急行・■準急
十三駅 (HK-03) - 南方駅 (HK-61) - 淡路駅 (HK-63)
■普通
十三駅 (HK-03) - 南方駅 (HK-61) - 崇禅寺駅 (HK-62)

### 記事本文